# Дюрбены

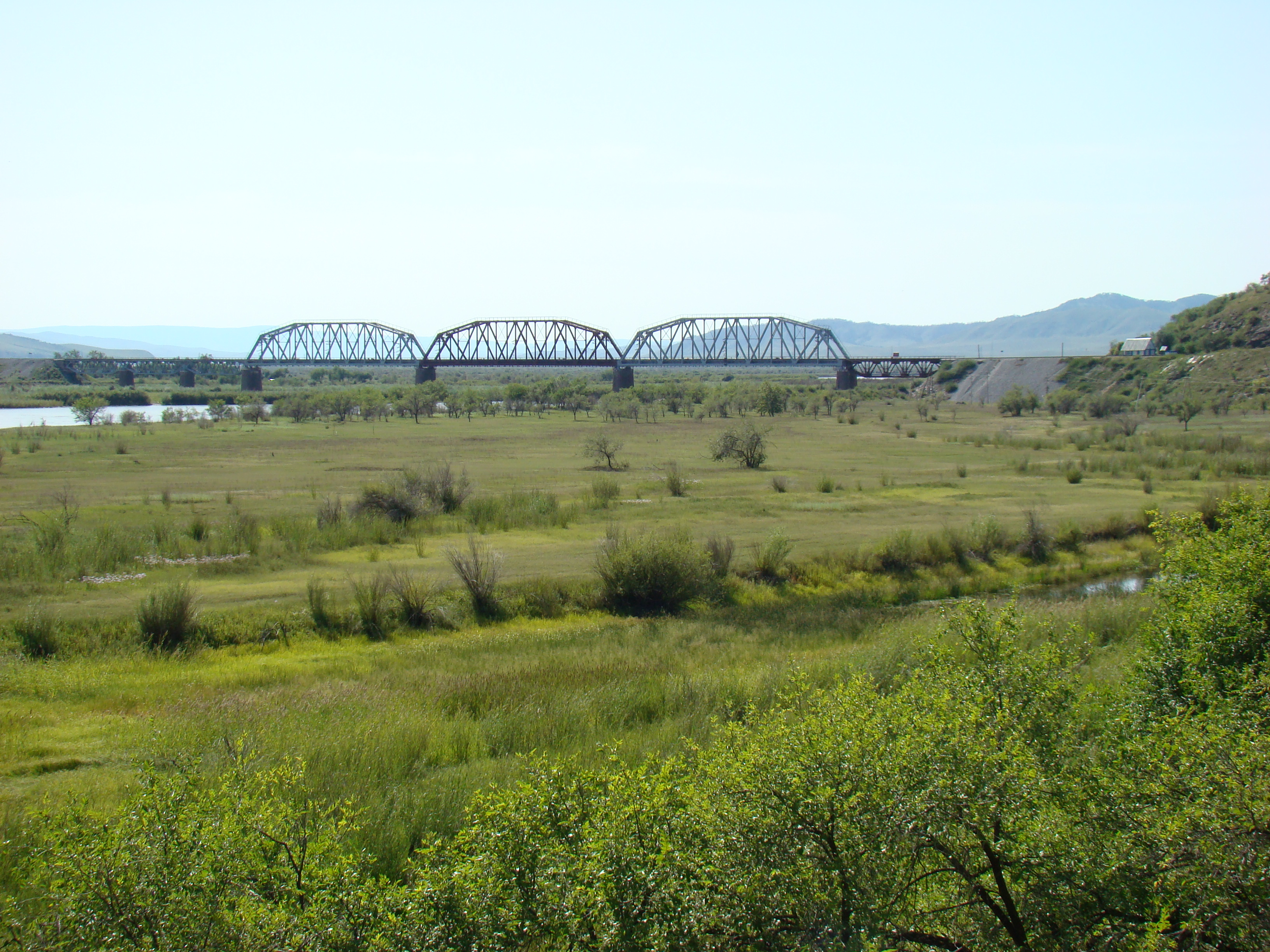
Железнодорожный мост через Селенгу в местности Дюрбены

Дюрбе́ны (от бур. Дүрбэн — четыре) — местность в 7 километрах к юго-востоку от села Зарубино Джидинского района Бурятии на левом берегу Селенги, напротив правобережного села Усть-Кяхта Кяхтинского района.

## Происхождение названия
Происхождение топонима «Дюрбены» связано с бурятской легендой о Чингисхане и его брате Харбаче. Сюжет её построен так, что благодаря приключениям Чингисхана и его младшего брата Харбача (Хабата, Хасара) даются названия местностям Забайкалья и Монголии. Герои легенды отправляются в далёкий путь, чтобы найти самую красивую девушку в мире. По дороге они встречают немало препятствий. После одного из них Харбач стал гоняться за филином…
В устье реки Кяхты Харбач решил избавиться от птицы, но та искусно пряталась то на правом берегу Селенги, то на левом. Преследуя филина, Харбачу каждый раз приходилось переправляться через реку. Переплыв Селенгу в четвёртый раз, он сказал: «Дүрбэн болоо» — четыре раза хватит.

## История освоения
В Дюрбенах человек оставил следы своей жизнедеятельности ещё со времён палеолита. Более 10—30 тысяч лет назад на берегах Селенги охотой и рыбалкой добывали себе пропитание наши древние предки. Обитали они в жилищах, похожих на шалаши, которые обогревались и освещались открытым огнём. В этих хижинах-чумах, покрытых шкурами животных, изготавливали они орудия труда из кремния с близлежащей гальки, шили меховую одежду и жарили на углях мясо и рыбу.
Место вблизи горы Дюрбены было выбрано не случайно: суровый климат позднепалеолитического времени заставлял древних обитателей селиться в защищенных местах. Эта древняя стоянка по форме напоминала амфитеатр, с возвышениями в северной, восточной и западной частях, которые защищали людей от сильных, пронизывающих до костей, ветров. Открытая, солнечная зона с южной стороны позволяла стоянке быстро прогреваться и обсыхать.
Позднее климат становился теплее, изменялись растительный и животный мир. Несмотря на природные катаклизмы жизнь в долине Селенги кипела во все времена. Дюрбенские земли помнят великих кочевников хунну, могущественных воинов Чингисхана, отважных защитников рубежей России — забайкальских казаков.
Первые письменные упоминания местности Дюрбены встречаются в связи с освоением российским государством Сибири. В первой четверти XVIII века в Западном Забайкалье начала обозначаться пограничная линия с империей Цин. Были учреждены караулы Желтуринский, Боцийский, Цаган-Усунский. Последний включал в себя и хутор Дюрбенский, в котором проживали казаки, а рядом с ними поселились буряты, ясачные инородцы Табангутского рода.
После подписания в 1727 году Буринского договора, установившего государственную границу между Россией и Цин в районе Забайкалья и Алтайских гор, вдоль всей пограничной линии были установлены 87 маяков (каменных насыпей): 63 — к востоку от Кяхты, 24 — к западу. В каждом маяке было зарыто его описание на русском и монгольском языках. Третий маяк был закреплён за казаками Дюрбенского хутора, четвёртый — за Цаган-Усунской станицей. В 1727 году Цаган-Усунский караул состоял из десяти бурятских юрт и одного русского казака с товарищами.
Официально Цаган-Усунский караул был учреждён графом С. Л. Рагузинским в 1728 году. В расписании от 1840 года в Цаган-Усунском карауле значилось 10 русских казаков нижних чинов и 20 инородцев нижних чинов, охранявших 9 вёрст пограничной линии и 3 версты вглубь границы. Караул относился к Троицкосавской дистанции Харацайского отделения.
В районе Дюрбенского хутора находилась переправа через Селенгу. Здесь по Удунгинскому купеческому тракту, построенному в 1870 году от Байкала в Кяхту, проходил Великий чайный путь. Купеческие и казённые обозы, следовавшие по тракту, останавливались в Дюрбенах для отдыха и ремонта.
В 1937 году началось строительство южной железнодорожной ветки ВСЖД от Улан-Удэ до Наушек, которое продолжалось до самой войны (1941). В 1939 году открыли станцию Хужир, а в Дюрбенах закончили возведение моста через Селенгу. Год завершения работ отмечен каменной выкладкой цифр «1939» на горе поблизости. Строили железнодорожную магистраль военнопленные японцы и заключенные из Южлага. В Дюрбенах разместился полустанок, рядом с которым жили рабочие, обслуживающие железную дорогу.

## Археологические памятники
Деревенская гора — могильник (бронзовый век).
- Пункт I — в 7 км к юго-востоку от села Зарубино, в 1,5 км ниже железнодорожного моста через Селенгу, на её левом берегу, у основания крутого мыса. Из 7 могил в настоящее время сохранились две. Находки: разрозненные кости человека, обломки перламутровой раковины.
- Пункт II — в 1 км выше по течению Селенги. Открыт в 1947 году А. П. Окладниковым, им же были раскопаны две могилы. Коллекции хранятся в Институте археологии и этнографии СО РАН.

Деревенская гора — петроглифы (бронзовый век). Находятся на левом берегу Селенги, в 7 км на юго-восток от села Зарубино, в 2 км от железнодорожного моста через Селенгу. Рисунки располагаются на вертикальных плоскостях юго-западного склона. Выполнены светло-розовой, красной, малиновой, коричневой краской. Рисунки расположены тремя группами. Изображения состоят из антропоморфных фигурок, точек, трезубцев, ёлочек, оградок и птиц, расположенных рядами. Зафиксированы в 1947 году А. П. Окладниковым.
Дюрбены — стоянка (палеолит). Находится на левом берегу Селенги, напротив села Усть-Кяхта, в районе бывшего Дюрбенского хутора, в 3 км ниже 314 км. Находки: призматические и клиновидные нуклеусы, ножевидные пластины, наконечники листовидной формы, отщепы. Зафиксирован в 1887 году А. П. Мостицем. Обследовался А. П. Окладниковым в 1948 году.
Дюрбены — могильник (бронзовый век). Находится на левом берегу Селенги в 0,5 км от бывшего Дюрбенского хутора.
- Группа I — 8 плиточных могил расположены в 30 метрах от берега Селенги.
- Группа II — в 0,5 км от первой группы на небольшой возвышенности у берега реки. Ю. Д. Талько-Грынцевич отмечал, что плиточные могилы в этом месте утратили свой первоначальный вид и представляли кучу камней, часть которых упала в реку.

Находки: фрагменты серого сосуда с круговой орнаментацией и с рубчатым валиком. Открыт в 1897 году Я. С. Смолевым и Ю. Д. Талько-Грынцевичем, раскопаны могилы в первой группе. Материалы хранятся в Кяхтинском краеведческом музее им. академика В. А. Обручева.